# Municipio de Washington (condado de Cambria)
El municipio de Washington (en inglés: Washington Township) es un municipio ubicado en el condado de Cambria en el estado estadounidense de Pensilvania. En el año 2000 tenía una población de 921 habitantes y una densidad poblacional de 27.5 personas por km².

## Geografía
El municipio de Washington se encuentra ubicado en las coordenadas 40°25′00″N 78°37′59″O / 40.41667, -78.63306.

## Demografía
Según la Oficina del Censo en 2000 los ingresos medios por hogar en la localidad eran de $35,000 y los ingresos medios por familia eran $40,602. Los hombres tenían unos ingresos medios de $29,545 frente a los $21,083 para las mujeres. La renta per cápita para la localidad era de $16,563. Alrededor del 3,5% de la población estaban por debajo del umbral de pobreza.